# Лоран Гра
Лоран Гра (фр. Laurent Gras; народився 15 березня 1976 у м. Шамоні, Франція) — французький хокеїст, центральний нападник. 
Вихованець хокейної школи ХК «Шамоні». Виступав за ХК «Шамоні», ХК «Ам'єн», ХК «Морзін-Авор'яз».
У складі національної збірної Франції учасник зимових Олімпійських ігор 1998 і 2002; учасник чемпіонатів світу 1997, 1998, 2001 (дивізіон I), 2002 (дивізіон I), 2003 (дивізіон I), 2004, 2005 (дивізіон I), 2006 (дивізіон I), 2007 (дивізіон I), 2008, 2009, 2010 і 2011. У складі молодіжної збірної Франції учасник чемпіонатів світу 1995 (група B) і 1996 (група B). У складі юніорської збірної Франції учасник чемпіонату Європи 1994 (група B).
Чемпіон Франції (2004).